# Пий V
Пий V (лат. Pius PP. V; в миру Антонио Микеле Гизлиери, итал. Antonio Michele Ghislieri; 17 января 1504, Боско-Маренго, Миланское герцогство — 1 мая 1572, Рим) — папа римский с 17 января 1566 года по 1 мая 1572 года. Святой Католической Церкви.

## Ранние годы

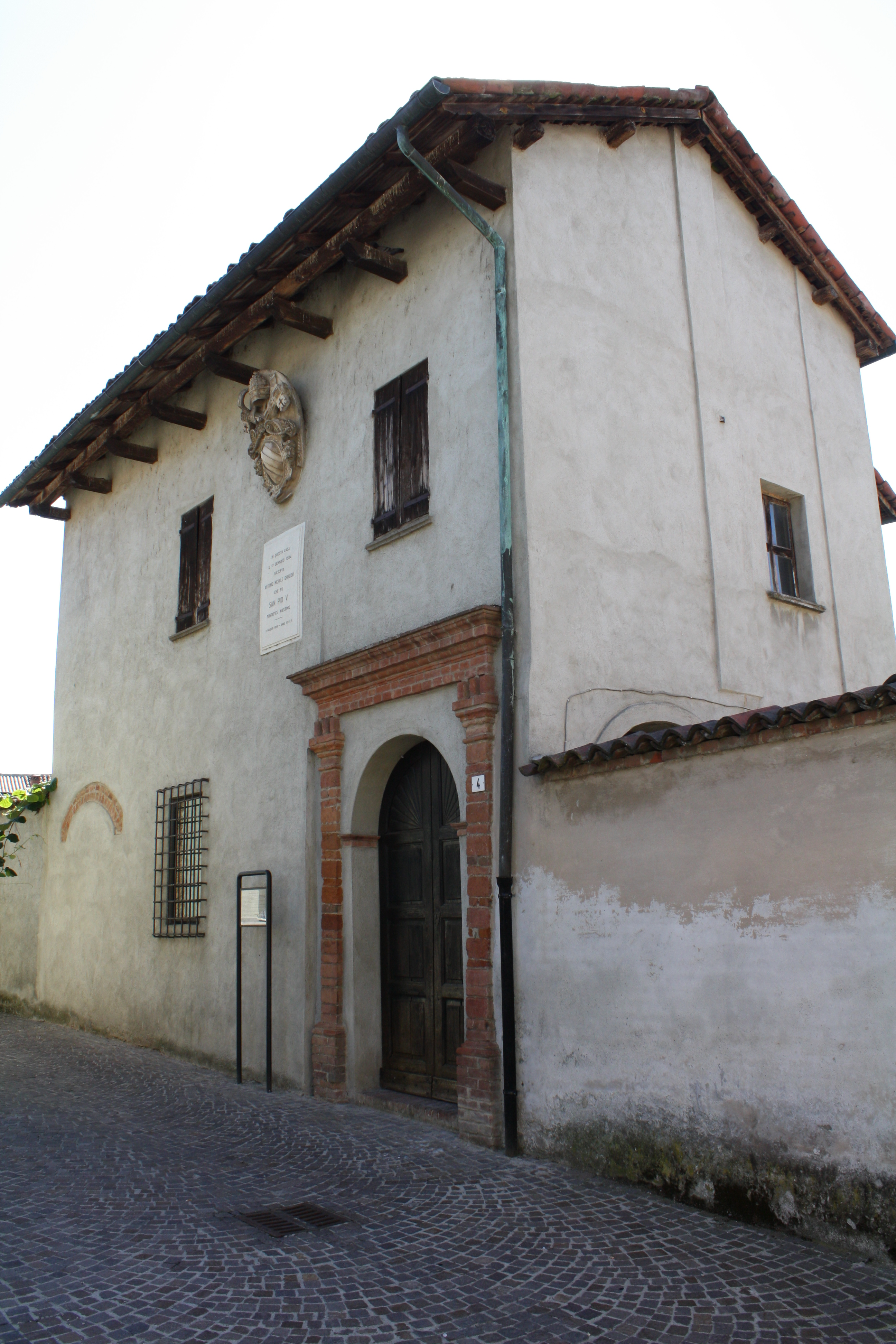
Дом, в котором родился Пий V

Антонио Гислиери родился 17 января 1504 года в Боско-Маренго (Пьемонт) в бедной семье. В 14 лет он вступил в доминиканский орден, приняв имя Микеле, и поселился в монастыре Виджевано, а затем — в Болонье. Посвящённый в сан священника в Генуе в 1528 году, он был отправлен приказу в Павию, где читал лекции в течение шестнадцати лет. В Парме он выдвинул тридцать предложений в поддержку папского престола и против протестантской Реформации.
Он настаивал на дисциплине и аскетизме священников и, в соответствии с его собственными желаниями, был назначен инквизитором в Комо. Его реформистское рвение вызвало негодование, и он был вынужден вернуться в Рим в 1550 году, где он был избран в комиссариат Святой палаты. Папа Павел IV оказал ему протекцию и назначил епископом Непи, а в 1557 году — кардиналом. При папе Пие IV (1559—1565) он стал епископом Мондови в Пьемонте, но его оппозиция к этому понтифику привела к урезанию его полномочий инквизитора.

## Понтификат

### Избрание
7 января 1566 года Гислиери был избран на папский престол как папа Пий V. Он был коронован десять дней спустя, в свой 62-й день рождения.

### Церковная дисциплина
Будучи избран Папой, Гислиери оставался суровым человеком, аскетом, требующим от себя и от других соблюдения многих запретов. Говорили, что он хотел весь Рим превратить в один большой монастырь. Инквизиция безоговорочно приводила в исполнение соборные постановления, изгоняя епископов-карьеристов, бродячих монахов и неповоротливых приходских священников. Пий V никогда не смягчал приговоров церковных судов, разрешал пытки и тяжкие наказания. Покровительствовал только одному непоту, но навязал ему аскетический образ жизни. Труднее было папе проводить реформу в других странах. Религиозные войны не способствовали реализации контрреформационной политики папы.
Осознавая необходимость восстановления дисциплины и морали в Риме, Пий приступил к сокращению расходов на папский двор, на манер ордена доминиканцев заставляя духовенство изгнать проституток и соблюдать церковные обряды.

### Литургия
Пий стандартизировал Мессу, обнародовав издание «Римской мессы» в 1570 году. Пий V сделал это молитвенник обязательным для всего латинского духовенства. Эта форма мессы оставалась практически неизменной в течение 400 лет, пока папа Павел VI не пересмотрел «Римскую мессу» в 1969—1970 годах, после чего она стала широко известна как Тридентская месса.

### Томизм
В 1567 году Пий V провозгласил Фому Аквинского доктором церкви. В 1570 году вышло в свет первое издание всех трудов этого теолога (17 томов).

### Гугеноты
Пий V стремился ограничить усиление протестантизма. Во Франции, где его влияние было очень сильным, он принял ряд мер, чтобы противостоять гугенотам. Он руководил низложением кардинала Оде де Колиньи и семи епископов, близких к гугенотам, а также представил римский катехизис, восстановил церковную дисциплину и сопротивлялся всяким компромиссам с гугенотской знатью.

### Указы

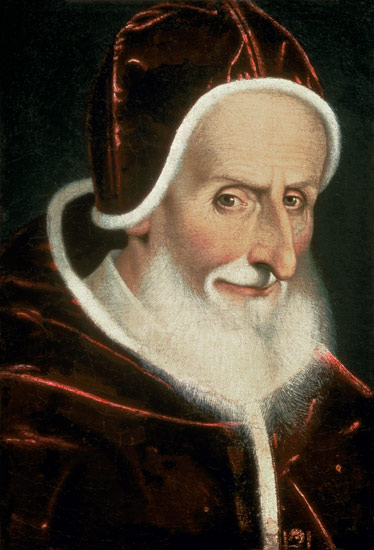
Пий V, худ. С. Пульцоне, 1578

В списке наиболее важных булл Пия знаменитая булла «In coena domini» (1568) занимает ведущее место. Помимо того, он осудил Михаила Байюса, еретического профессора из Лёвена (1567), реформировал молитвенник (июль 1568), осудил гомосексуальное поведение духовенства (август 1568), изгнал евреев из церковных владений, за исключением Рима и Анконы (1569), подавил движение гумилиатов (февраль 1571), обеспечил соблюдение ежедневного чтения канонических часов (сентябрь 1571).

### Елизавета I
В 1570 году папа выпустил буллу «Regnans in Excelsis», в которой объявлял королеву Англии Елизавету I еретичкой и освобождал всех её подданных от службы ей и необходимости исполнять её приказы. Булла спровоцировала массовые гонения на иезуитов в Англии.

### Священная лига
Наибольшим успехом Пия V было создание Священной антитурецкой лиги, армада которой, состоящая из союзных венецианских и испанских кораблей, разбила при Лепанто флот султана Селима (7 октября 1571 года).

## Смерть и канонизация

Гробница Пия V, Рим, Санта-Мария-Маджоре

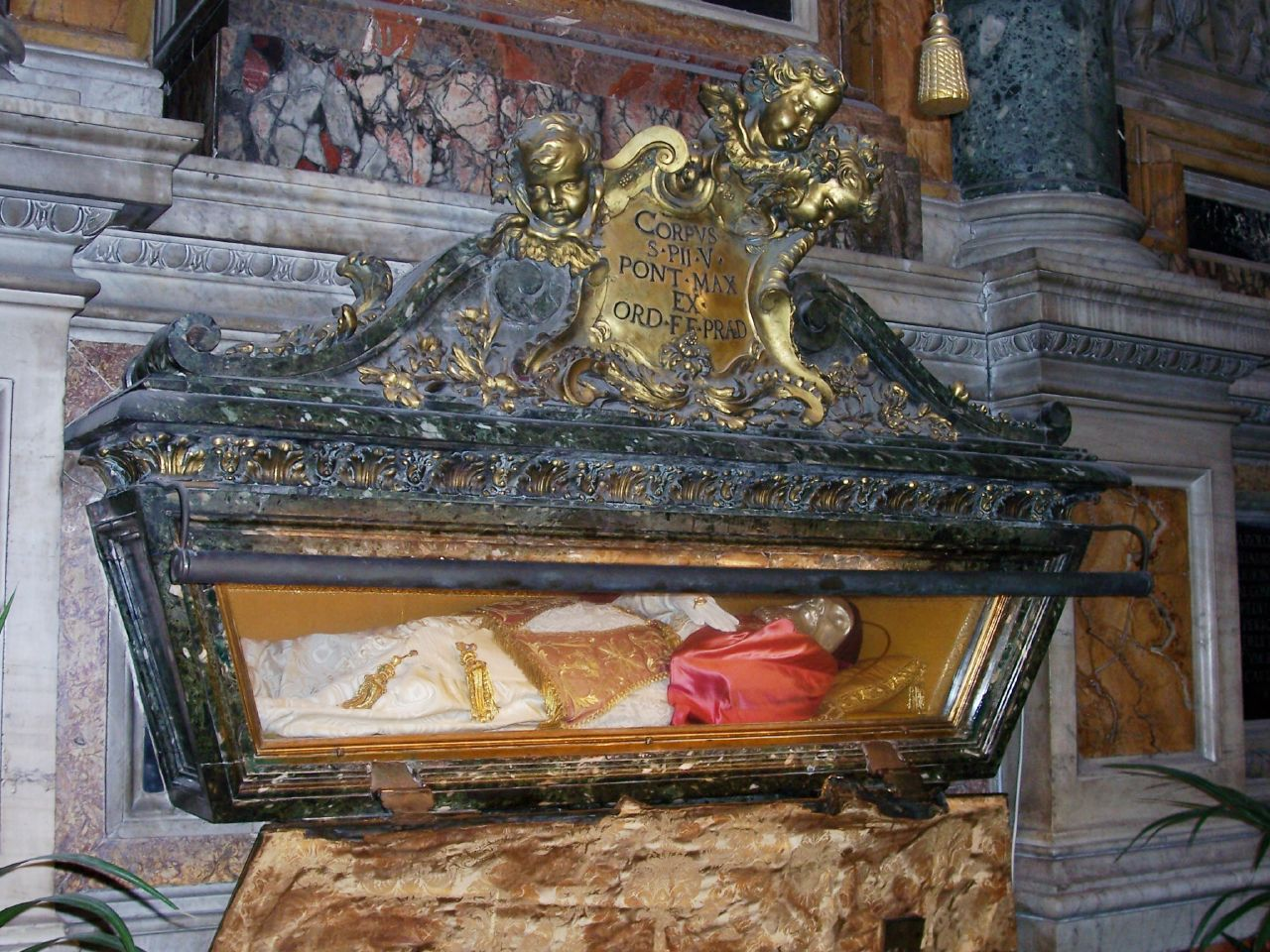
Тело Пия V в склепе Санта-Мария-Маджоре

Вскоре после победы при Лепанто папа умер от гипертрофии предстательной железы. Он был канонизирован Климентом XI в 1712 году. Был похоронен в Капелле Сант-Андреа, рядом с могилой Пия III, в Ватикане. Несмотря на то, что он просил похоронить его на родине в Боско-Маренго, папа Сикст V построил памятник в Либерианской базилике. 9 января 1588 его останки были перенесены в базилику Санта-Мария-Маджоре в Риме.
В 1696 году был начат процесс канонизации Пия V усилиями магистра ордена проповедников Антонина Клоче. Он также немедленно поручил строительство усыпальницы скульптору Пьеру Ле Гро-младшему. Гробница была возведена в Сикстинской капелле базилики Санта- Мария-Маджоре. Тело папы было помещено в неё в 1698 году, а сам Пий V был причислен к лику блаженных Климентом X в 1672 году и впоследствии был канонизирован папой Климентом XI 22 мая 1712.
Передняя часть его гробницы имеет крышку из золоченой бронзы, которая изображает фигуру лежащего папы. Большую часть гробницы оставили открытой, чтобы облегчить почитание останков святого.

## В кино
- Фильм «Елизавета», 1998 год — роль папы римского Пия V исполнил Джон Гилгуд.